# Charlesfort-Santa Elena Site
Charlesfort-Santa Elena Site és un jaciment arqueològic situat a Parris Island, Carolina del Sud, també es coneix sota els noms de Ribault Monument, San Marcos, San Felipe, o 38BU51 i 38BU162. És el lloc de dos assentaments datats de l'època de la colonització europea d'Amèrica: Charlesfort, fundat per l'explorador francès Jean Ribault el 1562, i Santa Elena, fundat pels espanyols el 1566.

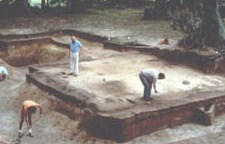
Bastió de Charlesfort